# Incertae sedis
Incertae sedis (latinsko za »negotovega položaja«), okrajšano inc. sed. je v biološki taksonomiji oznaka za takson, katerega uvrstitev v sistem živih bitij je neznana ali nejasna. Frazo pogosto zapisujejo tudi kot incertae cedis (okrajšano inc. ced.). Negotovost v konkretnih taksonomskih kategorijah se lahko zapiše kot incertae familiae (družine), incerti subordinis (podrodovi), incerti ordinis (rodovi) ipd.
Takson ima lahko takšno »začasno«, nedefinirano oznako iz več razlogov. V tradicionalni taksonomiji je to pogosto zato, ker je bil prvotni opis premalo natančen, ali pa je avtor izbral neustrezne znake za opredelitev taksona. Ob kasnejši reviziji se tak takson ukine, nižjim taksonom pa se dodeli status incertae sedis. Pri formalni filogenetski analizi se to zgodi, če takson ni bil vključen v analizo širše skupine. Lahko gre za redko vrsto, za katero ni mogoče dobiti vzorca za molekularno filogenetiko, ali pa so fosilni ostanki pomanjkljivi. Nenazadnje je lahko takson naveden kot incertae sedis tudi zato, ker med taksonomi ni enotnega mnenja glede uvrstitve in se avtor seznama ni želel opredeljevati o tem vprašanju.

## Zgled
Rodova ptičev pevcev Parkerthraustes in Saltator sta bila tradicionalno uvrščena v družino kardinalov (Cardinalidae). Klasifikacija do te ravni je bila torej sledeča:
kraljestvo Animalia (živali)
deblo Chordata (strunarji)
razred Aves (ptiči)
red Passeriformes (pevci)
podred Passeri
družina Fringillidae (ščinkavci)
družina Cardinalidae (kardinali)
rod Amaurospiza
rod Parkerthraustes
rod Piranga
rod Saltator
...
družina Thraupidae (tangare)
družina Motacillidae (pastirice)
družina ....
Molekularna analiza biologa Johna Klicke s sodelavci je nakazala, da rodova Parkerthraustes in Saltator ne sodita v to družino, saj sta sodeč po analiziranih znakih bolj sorodna predstavnikom družine tangar (Thraupidae). Vendar pa tudi ob prestavitvi teh dveh rodov med tangare filogenetska situacija ni povsem nedvoumna, zato je ornitolog James Van Remsen formalno predlagal komisiji za taksonomijo južnoameriških ptičev pri Ameriški ornitološki zvezi (AOU), naj jima dodeli status incertae sedis dokler ne pridobijo več podatkov. Komisija je upoštevala mnenje, da rodova ne sodita med kardinale, vendar so bili po mnenju članov argumenti na podlagi molekularnih podatkov za njuno vključitev med tangare dovolj prepričljivi, zato se sprva niso odločili za dodelitev statusa incertae sedis. Šele ob ponovnem odprtju vprašanja je prevladalo konzervativno stališče, da je podatkov premalo. Trenutno veljavna klasifikacija AOU je zato zdaj takšna:
kraljestvo Animalia (živali)
deblo Chordata (strunarji)
razred Aves (ptiči)
red Passeriformes (pevci)
podred Passeri
družina Fringillidae (ščinkavci)
družina Cardinalidae (kardinali)
rod Amaurospiza
rod Piranga
...
družina Thraupidae (tangare)
družina Motacillidae (pastirice)
družina ....
incertae sedis
rod Saltator
rod Parkerthraustes
rod ....